# Paradoliops
Paradoliops is een kevergeslacht uit de familie van de boktorren (Cerambycidae). De wetenschappelijke naam van het geslacht werd voor het eerst geldig gepubliceerd in 1959 door Breuning.

## Soorten
Paradoliops omvat de volgende soorten:
- Paradoliops cabigasi Vives, 2009
- Paradoliops humerosa (Heller, 1921)